# Myringitis

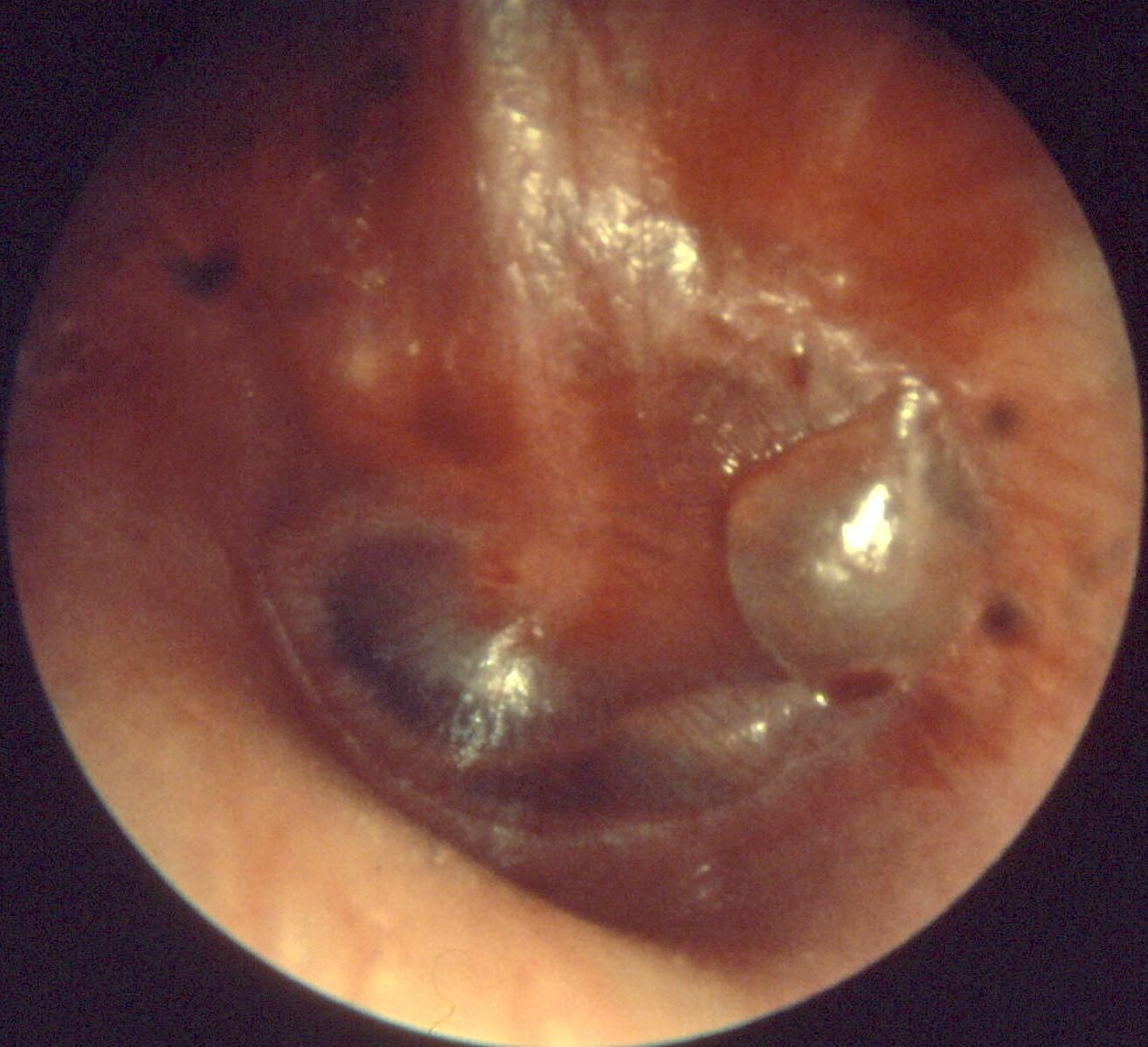
Myringitis bullosa

Myringitis is een ander woord voor ontsteking van het trommelvlies. 
Het gaat meestal gepaard met middenoorontsteking maar kan opzichzelfstaand optreden, soms met blaarvorming (myringitis bullosa). De oorzaak is veelal onbekend, maar omdat het vaak gepaard gaat met griepachtige klachten wordt verondersteld dat een virusinfectie de veroorzaker is. 
De behandeling bestaat uit symptoombestrijding (pijnbestrijding). Alleen als er pussige afscheiding uit het oor komt (een teken van een middenoorontsteking) zou eventueel voor antibiotica gekozen kunnen worden.